# Bombardier Challenger 850
O Bombardier Challenger 850 é o maior jato executivo de médio porte oferecido pela Bombardier Aerospace O Challenger 850 é capaz de acomodar confortavelmente entre 15 a 19 passageiros dependendo da configuração. O jato Challenger 850 tem um alcance transcontinental com alta velocidade de cruzeiro de Mach 0,80. A aeronave é derivada do Bombardier CRJ200.

## Especificações
Dados de: Bombardier website.
Descrições gerais
- Tripulação: 2+1
- Capacidade: 4 256 kg (9 380 lb) de carga útil
- Comprimento: 26,77 m (88 ft)
- Envergadura: 21,21 m (70 ft)
- Altura: 6,22 m (20 ft)
- Área alar: 48,35 m² (520 ft²)
- Peso vazio: 15 440 kg (34 000 lb)
- Peso de decolagem: 24 040 kg (53 000 lb)

Motorização
- Número de motores: 2x
- Tipo do motor: Turbofan
- Fabricante/modelo: General Electric CF34-3B1
- Empuxo por motor: 3 959,86 kgf (8 730 lbf) (38.84 kN)

Performance
- Velocidade máxima: 987,84 km/h (614 mph)
- Velocidade de cruzeiro (Mach): 0.6687 Ma
- Velocidade total em Mach: 0.8066 Ma
- Velocidade total em Nó: 532,72 kn (987 km/h)
- Alcance: 5 206 km (3 230 mi)
- Tecto de serviço: 12 500 m (41 000 ft)
- Pista máx. decolagem (MTOW): 1 922 m (6 310 ft)
- Distância para aterrissagem: 887 m (2 910 ft)

Equipamentos de orientação
- Aviônicos: 

  - Rockwell Collins Pro Line 4 seis telas de EFIS
  - Duas telas de EICAS
  - Dois FMS 4200
  - Dois GPS
  - Dois IRS
  - Dois DME / ADF
  - Um SAPS
  - Um TCAS II